# Cours Anatole-France
Le cours Anatole-France, anciennement rue de l'Université est une voie de la commune de Reims, située dans le département de la Marne, en région grand Est.

## Situation et accès
Elle débute place des Martyrs-de-la-Résistance pour aboutir au croisement de la rue Voltaire et de la place Carnegie.

## Origine du nom
Elle doit son nom actuel à Anatole France (1844-1924), écrivain français.

## Historique
Elle a porté le nom de rue de l'Université avant d'en changer en 1925 lors de la création de la place Carnegie.
La grande Guerre 1914-1918 a détruit une grande partie des maisons disparates qui bordaient le cours Anatole-France côté Palais du Tau. Après guerre, la reconstruction de ces maisons n’a pas été autorisée et des expropriations ont été menées pour dégager l’espace.

## Bâtiments remarquables et lieux de mémoire
- Au 3 Bis : façade de la maison de ville intégrant à l'époque de sa construction l’agence d’architectes, bâtie par Léon Margotin et Louis Roubert (1883-1952), et habitée aussi par le maitre émailleur Jean Goulden. La façade a été reprise et intégrée lors de la construction d'un immeuble moderne[2].
- Cathédrale Notre-Dame de Reims
- Palais du Tau

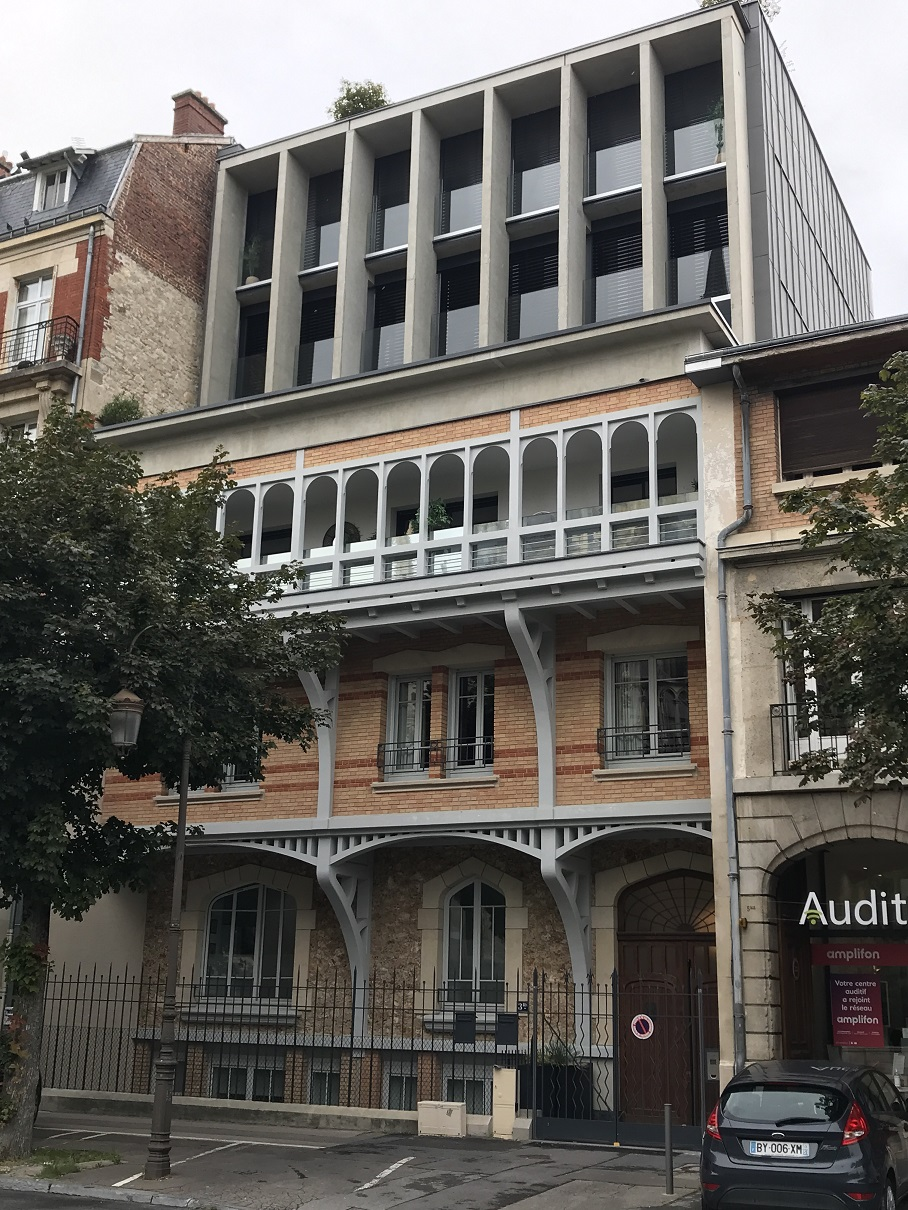
Au 3 Bis Cours Anatole France avec surélévation.
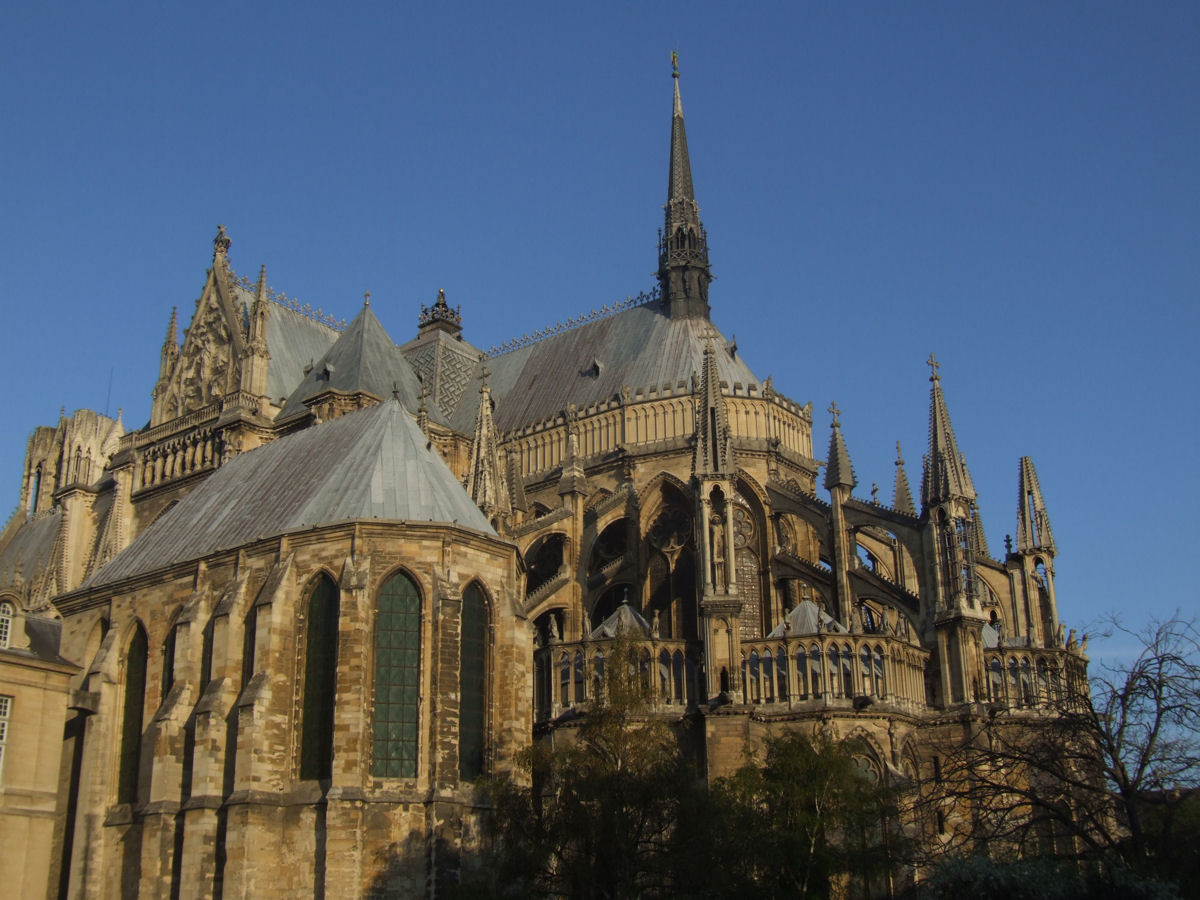
Arrière de la Cathédrale Notre-Dame de Reims.
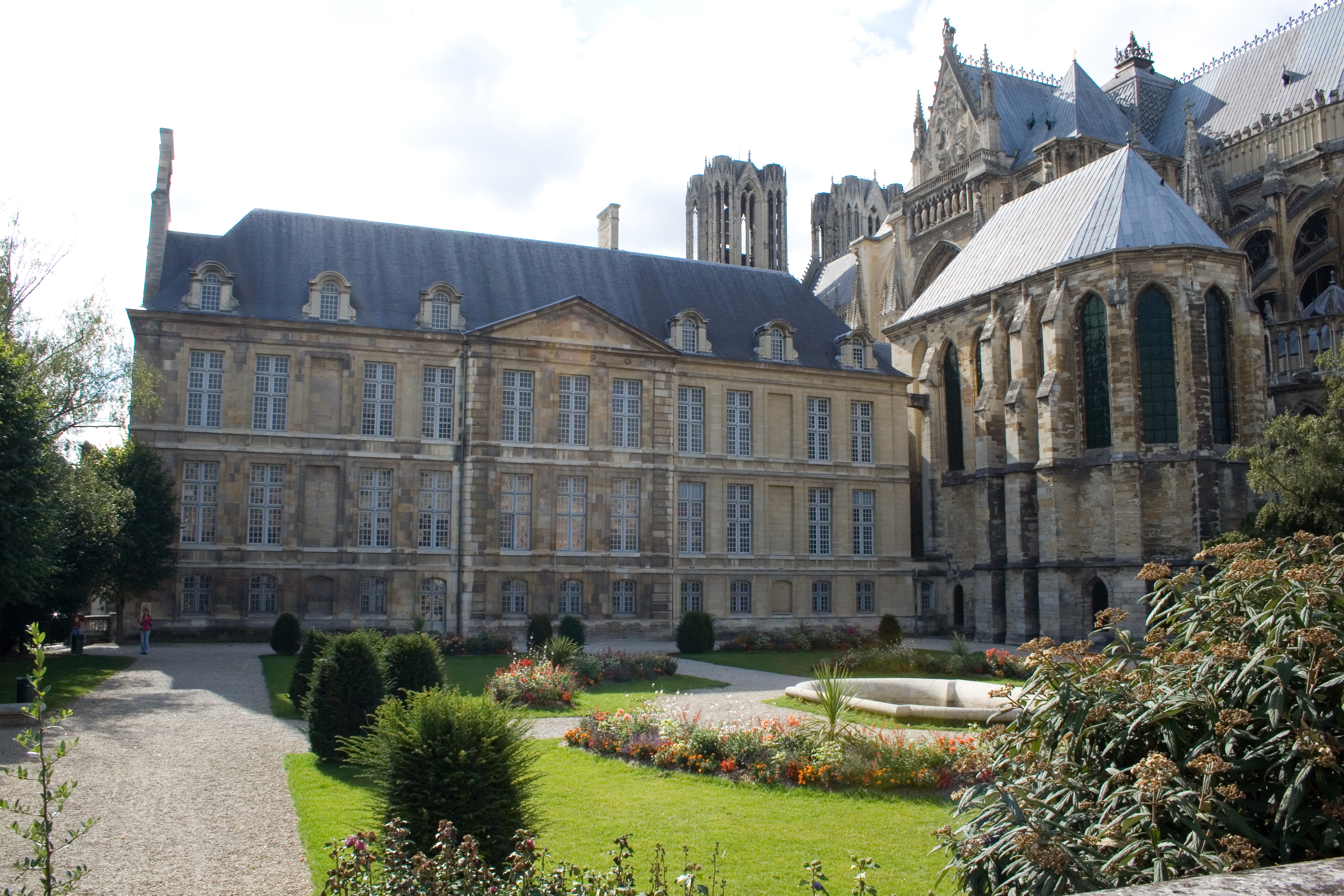
Arrière du Palais du Tau avec le jardin Henri-Deneux.